# Mihai Grunfeld

Mihai Grunfeld (Cluj, Rumanía, 1949) es escritor e hispanista, profesor de literatura española y latinoamericana en el Vassar College de Nueva York.

## Biografía
Mihai Grunfeld nació en Cluj, Rumanía, donde vivió con su familia hasta los dieciocho años. En febrero de 1969 él y su hermano mayor viajaron a Checoslovaquia y de allí huyeron a Austria. Este fue el inicio de un largo viaje que le llevó a Israel, Italia, Suiza y Canadá, completando sus estudios en Universidades como las de Toronto (Canadá), Michigan en Ann Arbor y California en Berkeley. En la actualidad, reside en Estados Unidos, donde ejerce como profesor de Lengua española y Literatura latinoamericana en el Vassar College de Nueva York. Gran aficionado a viajar, ha sabido integrar los conocimientos adquiridos en sus múltiples viajes a México, Sudamérica y España a su escritura y también a sus enseñanzas sobre la relación entre la literatura y el arte latinoamericano de vanguardia y el muralismo mexicano. 
Ha escrito una Antología de la poesía Latinoamérica de vanguardia, 1916-1935, (Hiperión, 1996), así como múltiples artículos sobre Modernismo. Como escritor de ficción, es autor de diversos relatos cortos y de una novela autobiográfica, Irse. Memorias de Rumanía, (Editorial Pre-Textos, 2011).

## Obras

### Novelas
- Irse. Memorias de Rumanía. Editorial Pre-Textos. 2011.

### Relatos breves
- In between Father and Mother, (2001)
- Raw Potato, (2003)
- Rituals, (2004)
- You are busted Daddy, (2005)
- Mother’s Good Bye, (2005)

### Publicaciones académicas
- "Cosmopolitismo modernista y vanguardista: una identidad latinoamericana divergente." Revista Iberoamericana, 146-147, (1989), pp. 33-41.
- "Los marcos en La vorágine." Revista de Estudios Colombianos, nº 8, (1990), pp. 21-31.
- "De viaje con los modernistas." Revista Iberoamericana, nº 175 (abril-junio de 1996), pp. 351-366.
- Antología de la poesía latinoamericana de vanguardia, Madrid, Ediciones Hiperión, 1996.
- "Oliverio Girondo y el viaje de la vanguardia," Hispamérica, nº 82 (1999), pp. 21-34.
- "The 1920s," Encyclopedia of Contemporary Latin American and Caribbean Cultures, Eds.D. Balderston, M. González and A.M. López. London and New York: Routledge, 2000, v. 1, pp. 1-5.
- "Avant-Garde in Latin America," Encyclopedia of Contemporary Latin American and Caribbean Cultures, Eds. D. Balderston, M. González and A.M. López, London and New York: Routledge, 2000, v. 1, pp. 121-125.
- "Voces femeninas de la vanguardia: el compromiso de Magda Portal," Revista de Crítica Literaria Latinoamericana, 26.51 (septiembre de 2000), pp. 67-82.